# Rudolf Arnheim
Rudolf Arnheim (* 15. Juli 1904 in Berlin; † 9. Juni 2007 in Ann Arbor, Michigan) war ein deutsch-US-amerikanischer Medienwissenschaftler, Kunstpsychologe und Mitbegründer der modernen Kunstpädagogik.
Er war Jude und gehörte zum Kreis jener deutsch-englischen Kunstwissenschaftler, die durch erzwungene Emigration wichtige Brückenfunktionen zwischen der europäischen und amerikanisch-anglophonen Kultur übernahmen (vgl. Aby Warburg, Erwin Panofsky, Ernst Gombrich, Ernst Kris). Arnheims Werk wird der Kunstwissenschaft, Medienwissenschaft, Ästhetik (Philosophie) und der Psychologie (Gestalttheorie, Gestaltpsychologie) zugeordnet. Seine bedeutenden wissenschaftlichen Beiträge liegen in den Bereichen Filmtheorie, Medienkunsttheorie, Architekturtheorie, Kunstwissenschaft und Kunstpädagogik.

## Leben
Rudolf Arnheim wurde 1904 in einer jüdischen Familie am Alexanderplatz geboren. Kurz nach seiner Geburt zog die Familie an den Kaiserdamm in Charlottenburg und wohnte dort bis in die frühen Dreißigerjahre. Arnheim begann schon als Kind zu zeichnen und zeigte früh ein Interesse an Kunst. Sein Vater Georg Arnheim war Inhaber einer kleinen Klavierfabrik und hätte es gerne gesehen, wenn sein Sohn das Geschäft übernommen hätte. Doch Rudolf bestand auf einem Universitätsstudium, so dass der Vater schließlich nachgab. Mit 15 oder 16 Jahren kaufte sich der jugendliche Rudolf Arnheim einige Erstausgaben von Sigmund Freuds Werken, was sein Interesse an Psychoanalyse förderte.
An der Universität zu Berlin studierte er Experimentalpsychologie und Philosophie sowie Kunstgeschichte und Musik als Nebenfächer. Zum damaligen Lehrkörper der Berliner Universität gehörten unter anderem auch Albert Einstein und Max Planck. Arnheim promovierte 1928 bei den Begründern der Berliner Gestalttheorie Max Wertheimer, Wolfgang Köhler und Kurt Lewin. Von 1925 an war er Mitarbeiter und von 1928 bis 1933 Kulturredakteur und Filmkritiker der von Siegfried Jacobsohn gegründeten Wochenzeitschrift Die Weltbühne. Nachdem er im Herbst 1932 einen Artikel im Berliner Tageblatt über das Wesen von Charlie Chaplins und Hitlers Schnurrbärten und den Einfluss der Nase auf den menschlichen Charakter veröffentlicht hatte, und da sein Buch Film als Kunst nach der nationalsozialistischen Machtergreifung aus dem Verkehr gezogen wurde, zog er im August 1933 auf Anraten einiger Freunde nach Rom. Dort arbeitete er bis 1937 für das Lehrfilminstitut des Völkerbundes an einer umfassenden Enzyklopädie des Films. Zudem war er Mitredakteur der Filmzeitschriften Intercine und Cinema. 1939 ging er ins Exil nach London und übersetzte für den Auslandsdienst der BBC. Aber schon ein Jahr später zog er nach New York um.
Bis 1942 hatte er ein Rockefeller-Stipendium am Office of Radio-Research und ein Guggenheim-Stipendium für eine „Übersetzung der Gestalttheorie auf die bildenden Künste“. Von 1942 bis 1969 lehrte er an der New School for Social Research im Fach Kunstpsychologie und von 1943 bis 1966 am Sarah Lawrence College in New York. 1959/60 verbrachte er einen Lehr- und Studienaufenthalt in Japan. 1968 wurde er Professor für Kunstpsychologie am  Carpenter Center for the Visual Arts der Harvard University. Von 1974 bis 1984 war er Dozent für Kunstpsychologie am kunsthistorischen Institut der University of Michigan in Ann Arbor, wo er sich wissenschaftlichen und schriftstellerischen Tätigkeiten widmete und am 9. Juni 2007 im Alter von 102 Jahren in einem Altenheim starb. Ein Teil seines schriftlichen Nachlasses befindet sich im Archiv der Akademie der Künste in Berlin.

## Werk

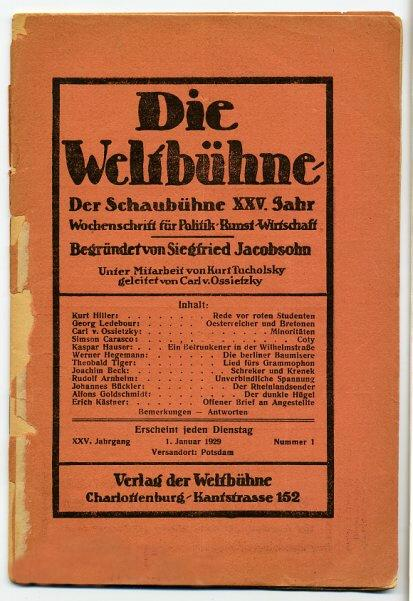
Ein Beitrag von Rudolf Arnheim in der Weltbühne von 1929

Als Kulturredakteur der Wochenzeitschrift Die Weltbühne oblag ihm zwischen 1928 und 1933 gemeinsam mit Carl von Ossietzky und Edith L. Jacobsohn die Herausgabe einer der wichtigsten linksliberalen kulturpolitischen Zeitschriften der Weimarer Republik. Er arbeitete für bedeutende Filmzeitschriften (Cinema, Bianco e Nero, Sight and Sound) und ästhetische Zeitschriften (Journal of Aesthetics and Art Criticism, British Journal of Aesthetics).
Bereits mit knapp 30 Jahren war Arnheim als Filmredakteur und -theoretiker bekannt. In seinem ersten theoretischen Buch Film als Kunst (1932) vertritt er vehement die Möglichkeiten des künstlerischen Films gegenüber der aufkommenden Unterhaltungsindustrie (insbesondere seit Erfindung des Tonfilms), zieht sich später in die Nischen produktiver Filmkultur zurück: Dokumentar-, Bildungs- und Avantgardefilm.
Ebenso im Medium Radio: Mit Rundfunk als Hörkunst (Manuskript 1933, Erstveröffentlichung in Englisch 1936 als Radio) erkundet er die künstlerischen Möglichkeiten des Radios, insbesondere von Hörspielen und erweitert damit seine Filmtheorie zu einer Theorie der Medienkunst, die jeweils auf Analysen der sinnlichen Wahrnehmung gemäß der Gestalttheorie aufgebaut sind.
Arnheims grundlegende Leistung von Art and Visual Perception (1954) kann mit einer neuen Begründung zur allgemeinen Ästhetik auf Grundlage der Wahrnehmungstheorie der Gestalttheorie angesetzt werden. Die wissenschaftliche Auffassung, allein vom Prüfbaren auszugehen, wurde strikt durchgehalten. Basierend auf Kurt Lewins Anwendung der physikalischen Feldtheorie auf die Psychologie wendet Arnheim die Feldtheorie im visuellen Bereich von einfachen Grundkonfigurationen bis zu Kompositionsanalysen an. Außerdem bietet das Werk eine Art Gestaltungslehre der bildenden Künste auf Basis der Gestalttheorie.
Visual Thinking (1968) holt zum Rundumschlag gegen eine idealistische, sinnenfeindliche Theorie der Erkenntnis aus, um ein Denken von den Sinnen her theoretisch zu begründen. Arnheim zeigt am Beispiel der Abstraktion die enge Bindung von begrifflicher an die sinnliche Abstraktion auf. Als Kenner der Warburgschule weiß er um die mnemotechnische Funktion der Bilder, definiert sie als perzeptuelle Wahrnehmungsbehälter und damit als Leitmedien, in denen sich sprachliche Verknüpfungen erst einbetten: Wir denken wahrnehmungsgemäß.
1976 wurde er zum Mitglied der American Academy of Arts and Sciences ernannt. In Würdigung seiner Verdienste um die Weiterentwicklung der Gestalttheorie verlieh ihm die internationale Gesellschaft für Gestalttheorie und ihre Anwendungen im Jahr 1984 die Ehrenmitgliedschaft. Dem Advisory Board der Zeitschrift Gestalt Theory gehörte Arnheim von ihren Anfängen 1978 bis zu seinem Tod an.

## Auszeichnungen
- 1978: Filmband in Gold für langjähriges und hervorragendes Wirken im deutschen Film
- 1999: Helmut-Käutner-Preis

## Rudolf Arnheim Award
Die American Psychological Association (Division 10: Society for the Psychology of Aesthetics, Creativity, and the Arts) verleiht seit 1990 jährlich den Rudolf Arnheim Award for Outstanding Achievement in Psychology and the Arts. Im Jahre 2004 erhielt ihn Diana Deutsch.
- Preisträger Rudolf Arnheim Award for Outstanding Achievement in Psychology and the Arts

## Schriften (Auswahl)
- Stimme von der Galerie. 25 kleine Aufsätze zur Kultur der Zeit. Mit einem Vorwort von Hans Reimann und Bildern von Karl Holtz. Verlag Dr. Wilhelm Benary, Berlin 1928; Neuauflage Philo, Berlin 2004.
- Experimentell-psychologische Untersuchungen zum Ausdrucksproblem. In: Psychologische Forschung. 11, 1928, S. 2–132. Zugleich Dissertation.
- Film als Kunst. Ernst Rowohlt, Berlin 1932; Neuausgaben: 1974, 1979 und 2002.
- Radio (Englische Erstpublikation von Rundfunk als Hörkunst). Faber & Faber, London 1936.
- Gestalt and art. In: Journal of Aesthetics and Art Criticism. 2, 1943, S. 71–75.
- Art and Visual Perception: A Psychology of the Creative Eye. University of California Press, Berkeley / Los Angeles 1954.
- Film as Art. (Teile aus Film als Kunst). Berlin 1957.
- Picassos Guernica. Genesis of a Painting. 1962; deutsch: Entstehung enes Bildes. Deutsch von Harro Siegel. Rütten & Loening, München 1964.
- Toward a Psychology of Art. 1966.
- Visual Thinking. 1969 und 1989.
- Entropy and Art. An Essay on Disorder and Order. 1971 und 1983.
- Anschauliches Denken. Zur Einheit von Bild und Begriff. 1972; Neuauflag: DuMont Taschenbuch, 1996.
- Art and Visual Perception. A Psychology of the Creative Eye. The New Version.University of California Press, Berkeley / Los Angeles 1974 und 1983.
- Kritiken und Aufsätze zum Film. Herausgegeben von Helmut H. Diederichs. Hanser, München 1977; als Fischer Taschenbuch, Frankfurt am Main 1979
- The Dynamics of Architectural Form. University of California Press.Berkeley & Los Angeles 1977.
- Zur Psychologie der Kunst. (Deutsche Fassung von "Toward a Psychology of Art", 1966, übersetzt von Hans Hermann). Köln 1977: Kiepenheuer & Witsch
- Kunst und Sehen. Eine Psychologie des schöpferischen Auges. Neufassung (Deutsche Fassung von "Art and Visual Perception. The New Version", 1974, übersetzt von H. Hermann, Vorwort von M. Diers). Berlin und New York 1978: de Gruyter
- Rundfunk als Hörkunst. München 1979: Hanser. Neuausgabe: 2001 (Frankfurt am Main: Suhrkamp)
- Entropie und Kunst. Ein Versuch über Unordnung und Ordnung. (Deutsche Ausgabe von: "Entropy and Art", übersetzt vom Verfasser). Köln 1979: DuMont Buchverlag (dumont taschenbuch 86)
- Die Dynamik der architektonischen Form. (Deutsche Ausgabe von "The Dynamics of Architectural Form", 1977, übersetzt von Hans Hermann). Köln 1980: DuMont Buchverlag
- The Power of the Center. A Study of Composition in the Visual Arts. Berkeley and Los Angeles 1982: University of California Press. Revised edition 1983
- Die Macht der Mitte. Eine Kompositionslehre für die bildenden Künste (Deutsche Ausgabe von "The Power of the Center", 1982, übersetzt vom Verfasser). Köln 1983: DuMont Buchverlag (Neuausgabe 1996)
- Zwischenrufe. Kleine Aufsätze aus den Jahren 1926–1940. Leipzig und Weimar: Gustav Kiepenheuer Verlag 1985
- New Essays on the Psychology of Art. Berkeley and Los Angeles: University of California Press 1986.
- The Power of the Center. Revised Version. Neuausgabe. Berkeley and Los Angeles: University of California Press 1988
- Parables of Sun Light. Observations on Psychology, the Arts and the Rest. Berkeley and Los Angeles: University of California Press 1989
- Thoughts on Art Education. Los Angeles: Getty Center for Education, 1990, ISBN 978-0-89236-163-2
- Neue Beiträge (Deutsche Ausgabe von "New Essays on the Psychology of Art", 1986, übersetzt von Gerhard Ammelburger). Köln: DuMont Buchverlag, 1991, ISBN 978-3-7701-2341-4
- To the Rescue of Art. Twenty-six Essays. Berkeley and Los Angeles: University of California Press, 1992, ISBN 978-0-520-07458-3
- Zauber des Sehens. Göttingen 1993: Lamuv-Verlag, ISBN 978-3-88977-344-9
- The Split and the Structure. Twenty-eight Essays. Berkeley and Los Angeles: University of California Press, 1996, ISBN 978-0-520-20478-2
- Film Essays and Criticism (Englische Ausgabe von "Kritiken und Aufsätze zum Film," übersetzt von Brenda Benthien), University of Wisconsin Press 1997
- Eine verkehrte Welt. Phantastischer Roman. Edition Memoria Schumann, Hürth bei Köln 1997, ISBN 3-930353-05-9.
- Die Seele in der Silberschicht. Herausgegeben von Helmut H. Diederichs. Suhrkamp, Frankfurt am Main 2004, ISBN 3-518-29254-4.
- I baffi di Charlot. Scritti italiani sul cinema 1932–1938. Herausgegeben von Adriano D'Aloia. Kaplan, Turin 2009, ISBN 978-88-89908-37-2.